# 18 octobre 2006
Le mercredi 18 octobre 2006 est le 291e jour de l'année 2006.

## Naissances
- Kimmy Repond, patineuse artistique suisse

## Décès
- Marc Hodler (né le 26 octobre 1918), dirigeant sportif suisse
- Mario Francesco Pompedda (né le 18 avril 1929), cardinal italien de la Curie romaine
- Bobby Hachey (né le 2 janvier 1932), chanteur, musicien, acteur et animateur canadien
- Július Korostelev (né le 19 juin 1923), joueur professionnel et entraîneur de football slovaque
- Alvin Weinberg (né le 20 avril 1915), physicien américain
- Heinz Scheidhauer (né le 16 août 1912), pilote d'essais et pilote de planeur allemand

## Autres événements
- Création par décret des cantons suivant : Canton d'Avion, Canton de Rouvroy
- Sortie française du film The Queen
- Sortie du single Yume no Uta / Futari de...
- Fin du championnat des Maldives de football 2006
- Sortie du film L'École pour tous
- Début de la diffusion des séries : Les Quatre Fantastiques, Anna Meyer, assistante de choc, Minuscule : La Vie privée des insectes
- Sortieu du jeu vidéo : Battlefield 2142